# Nalbari

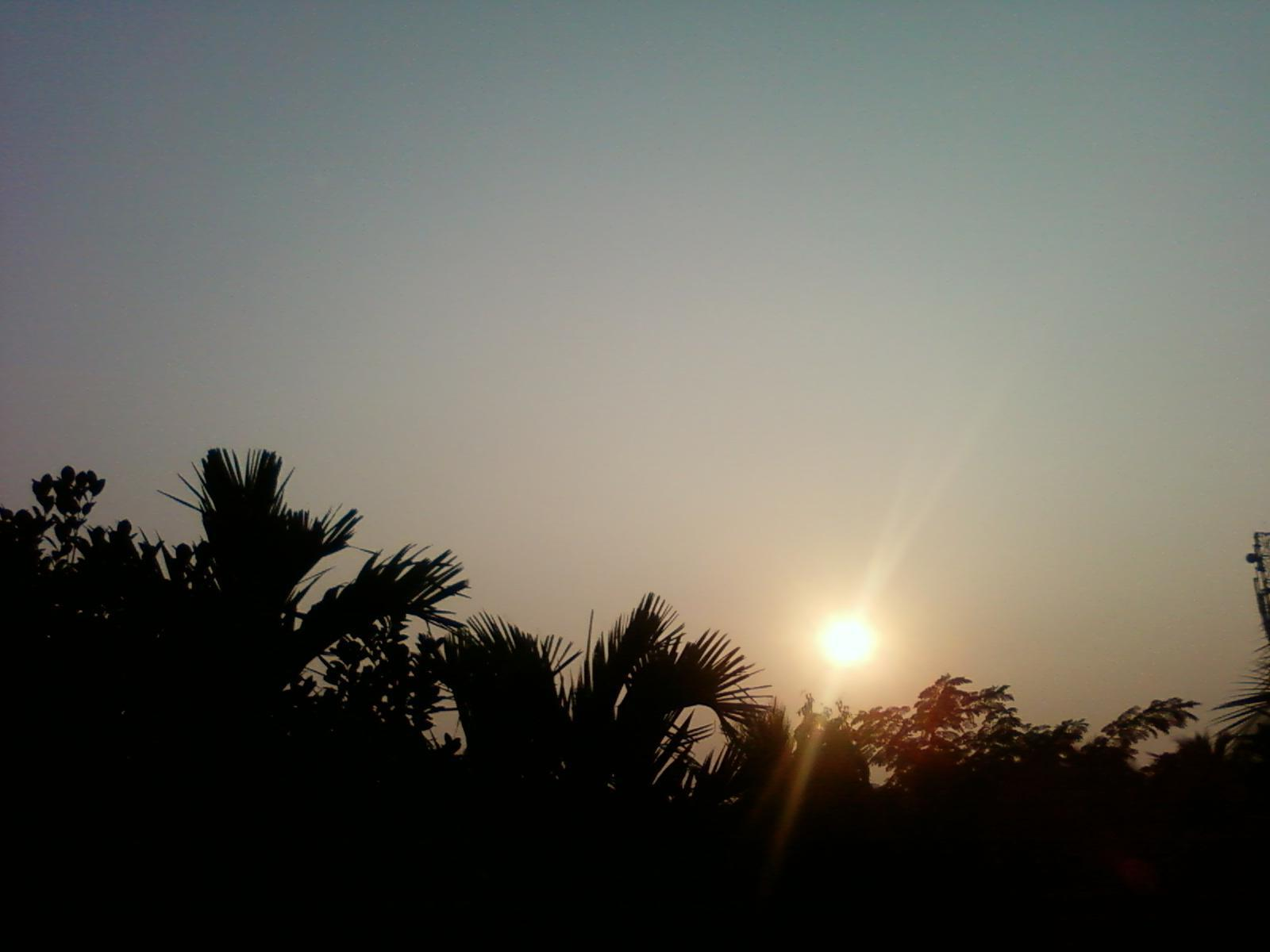
Nalbari

Nalbari (hindi: नलबाड़ी) är en stad i den indiska delstaten Assam, och är huvudort för ett distrikt med samma namn. Folkmängden uppgick till 27 839 invånare vid folkräkningen 2011.